# Grasshopper Club Zúrich (femenino)
El Grasshopper Club Zúrich (femenino) es un club de fútbol femenino suizo con sede en Niederhasli, en el Cantón de Zúrich. Es la sección femenina del Grasshopper Club Zúrich. Fue fundado en 1977 con el nombre de DFC Schwerzenbach y actualmente juega en la Superliga Femenina de Suiza, máxima categoría de Suiza.

## Historia
El equipo fue fundado en 1977 en Schwerzenbach, Zúrich, como la sección femenina del SC Schwerzenbach y bajo el nombre DFC Schwerzenbach. Logró el ascenso a la primera división en 1988 y ha logrado mantenerse en la máxima categoría desde entonces. Tres años después, el Schwerzenbach ganó su primer trofeo, la Copa de Suiza de 1992, y en 1999 ganó la liga nacional, año en el que también fue subcampeón de la Copa tras una derrota ante el FFC Berna en los penales.
Si bien la clasificación del equipo osciló posteriormente entre el tercer y el penúltimo lugar, Schwerzenbach sumó otras dos copas nacionales en 2003 y 2008 y llegó a representar a Suiza en la Copa de la UEFA 2003-04 (antecesora de la Liga de Campeones). En 2006, el equipo decidió independizarse y el 6 de octubre de ese año, pasó a llamarse FFC United Schwerzenbach, teniendo su sede en Greifensee, Zúrich.
En mayo de 2008, el refundado club ganó su primer título con la victoria en la Copa de Suiza sobre el FFC Berna. Poco después, en junio de 2008, se anunció una colaboración con el Grasshopper Club Zürich masculino y en la temporada siguiente el equipo jugó bajo el nombre de GC/Schwerzenbach. Esta colaboración fue vista como un gran paso en el fútbol femenino en Suiza. El GC/Schwerzenbach se disolvió un año después, cuando el equipo se integró por completo en el Grasshopper Club como su sección femenino, adoptando el nombre de Grasshopper Club Zürich.
Luego de un tercer lugar en su temporada de debut, el Grasshopper fue subcampeón de la liga suiza en 2010. En las tres siguientes temporadas se ha ubicado en la mitad de la tabla.

## Palmarés
| Competición nacional              | Años campeón     | Años subcampeón  |
| --------------------------------- | ---------------- | ---------------- |
| Superliga Femenina de Suiza (1/1) | 1999             | 2010             |
| Copa de Suiza (3/3)               | 1992, 2003, 2008 | 1999, 2000, 2022 |